# Ridgeville (Indiana)
Ridgeville é uma cidade  localizada no estado americano de Indiana, no Condado de Randolph.

## Demografia
Segundo o censo americano de 2000, a sua população era de 843 habitantes.
Em 2006, foi estimada uma população de 813, um decréscimo de 30 (-3.6%).

## Geografia
De acordo com o United States Census Bureau tem uma área de
1,5 km², dos quais 1,5 km² cobertos por terra e 0,0 km² cobertos por água. Ridgeville localiza-se a aproximadamente 304 m acima do nível do mar.

## Localidades na vizinhança
O diagrama seguinte representa as localidades num raio de 16 km ao redor de Ridgeville.

## Personalidades
- Wendell Meredith Stanley (1904-1971), prémio Nobel da Química de 1946